# Kington St Michael
Kington St Michael è un villaggio e una parrocchia civile che si trova a circa 4,8 km a nord di Chippenham, nella contea del Wiltshire nel Sud Ovest dell'Inghilterra, Regno Unito. 

## Geografia fisica

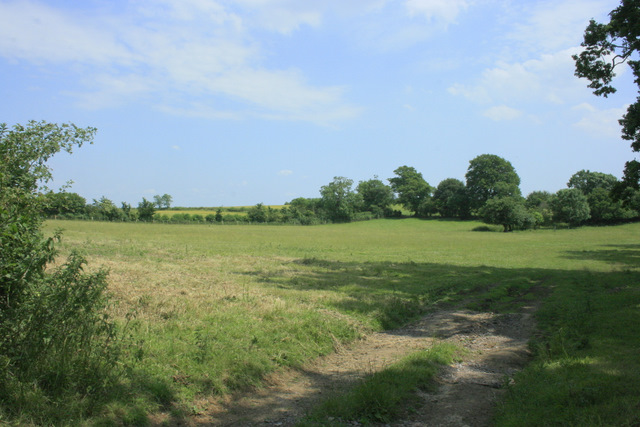
Territorio utilizzato come pascolo a est di Kington Lane

### Territorio
Il territorio della parrocchia civile di Kington St Michael occupa una superficie di 0.2389 km² con un livello medio sul mare di circa 99 metri. Si tratta di una parrocchia civile prevalentemente pianeggiante attraversata dalla sua strada principale nella piccola valle sotto Tor Hill, che si erge per circa 20 metri fino al ciglio di una collina che domina la valle successiva.

## Storia

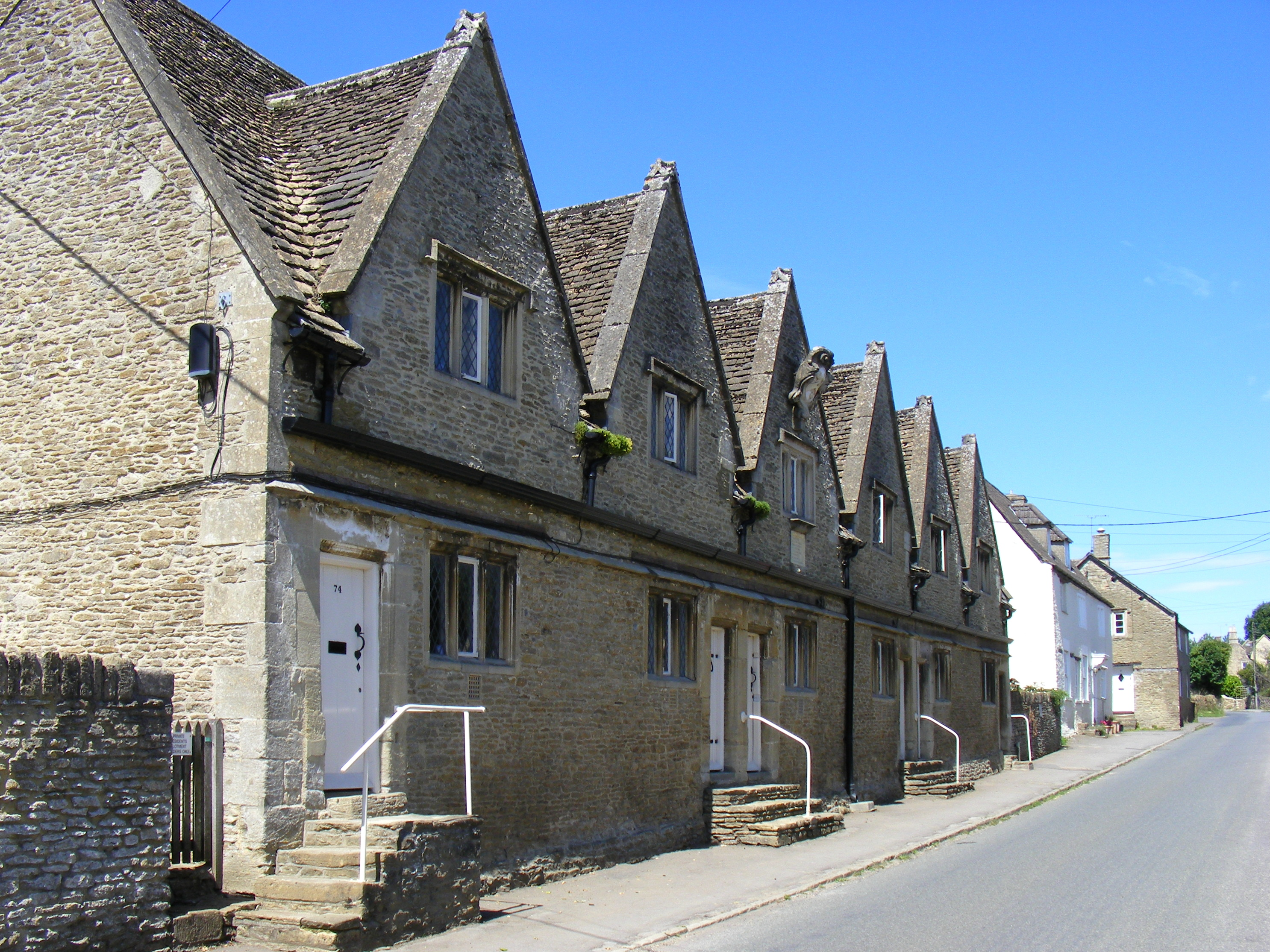
Case storiche fatte edificare da Isaac Lyte nel XVII secolo

Vi sono evidenze di insediamenti preistorici nella zona, in particolare legate alla presenza del tumulo neolitico a camera lunga di Lanhill e dal tumulo a ciotola dell'antica età del bronzo a Barrow Farm. È probabile che questa parte del Wiltshire sia stata romanizzata a partire dalla seconda metà del I secolo con un insediamento romano a Easton Grey, poche miglia a nord, e una villa a Stanton Court, nella parrocchia vicina. Sebbene il primo insediamento registrato qui risalga al X secolo, è probabile che in quest'area vi fossero stati insediamenti sassoni precedenti. Alcuni terreni nella parrocchia furono donati all'abbazia di Glastonbury nel 934, poi nacora intorno al 941 e nel 987, e vi fu fondata una casa di monache benedettine, sebbene sia la data di fondazione sia il nome della fondatrice non siano chiari. 
In origine il nome era semplicemente Kington, a indicare una fattoria o un maniero reale, e fu registrato per la prima volta nel 934. Dopo la ridedicazione della chiesa a San Michele, il nome è normalmente registrato come Kington Michel o Kington Michael a partire dal 1279. Il primo residente registrato come donatore del priorato fu Robert Wayfer di Brimpton intorno al 1155. Un'abitazione per due donne povere fu mantenuta dalla Corona, ma questa viene menzionata solo tra il 1218 e il 1232. I terreni del priorato non sembrano essere mai stati così grandi. La chiesa originaria delle monache fu ricostruita tra il 1222 e il 1234, quando fu eretta la nuova con dedicazione a San Michele, e fu nuovamente ricostruita nel XV secolo. Il numero di monache nella casa variava, e i registri ne indicavano fino a 9 intorno al 1500 e solo 3 nel 1535. Nel 1511 l'allora priora, Cicely Bodenham, fu rapita da Sir Thomas Kelly, allora curato di Castle Combe, che si rese responsabile anche di furti al priorato. Le motivazioni del rapimento sono sconosciute ma lei sopravvisse e in seguito divenne badessa di Wilton nel 1534. Nel 1537, quando il priorato fu sciolto, c'erano 4 monache e 11 servi. Il priorato, con le sue terre e le sue rendite, fu concesso a Robert Long di Draycot. La serie di edifici del XV secolo sul lato ovest del chiostro e l'ex frate sul lato sud entrarono poi a far parte della fattoria di Priory Farm. In quel periodo esiteva Kington Cross, una croce di mercato, che si trovava vicino al bivio per il priorato. John Aubrey racconta che lì si teneva un piccolo mercato il venerdì per pesce, uova, burro e altri piccoli oggetti. Probabilmente vi si teneva era per comodità delle suore. Il diritto di tenere una fiera di tre giorni per San Michele era stato concesso nel 1266 e questa fiera divenne famosa per la sua birra e per le sue oche.
Dal XII secolo in poi questa fu una zona piuttosto prospera e il numero di affittuari nella tenuta di Glastonbury in quel periodo aumentò. Il Domesday Book registra sul sito una piccola tenuta chiamata Kington, con le considerevoli terre di proprietà di Glastonbury chiamate Langhele. Queste ultime includevano ampi terreni boschivi, che furono notevolmente ridotti poco dopo. Sebbene l'occupazione principale, fino al XX secolo, fosse l'agricoltura, è possibile che ci fossero tessitori nelle zone circostanti già a metà del XVI secolo si registrano attività artigianali di cardatura e filatura della lana svolte dalle donne. Sebbene la crescita demografica tra il 1670 e il 1760 fosse stata limitata, il centro del villaggio fu ricostruito tra la fine del XVII e l'inizio del XVIII secolo. I nuovi edifici erano in pietra anche se i tetti vennero ancora costruiti in paglia, materiale che rimase utilizzato come materiale di copertura fino a buona parte del XX secolo. L'imponente casa padronale fu ricostruita da Herbert Prodgers negli anni sessanta del XIX secolo. Questi demolì la casa storica del XVII secolo, che aveva sostituito la precedente Court House.
Nel 1672 Isaac Lyte, nativo di Kington e divenuto consigliere comunale della City di Londra, lasciò 600 sterline per la costruzione di case di elemosina per sei uomini poveri e celibi. Queste case furono completate nel 1675 e sono gli edifici storici più antichi della parrocchia. Intorno al 1760 la strada da Chippenham a Malmesbury fu trasformata in autostrada e poco dopo lo stesso avvenne anche per la strada che attraversava Kington St Michael e Hullavington per raggiungere Malmesbury. Il miglioramento delle comunicazioni giovò al villaggio, l'economia prosperò e alla fine del XVIII secolo si registrò una sostanziale crescita demografica. A quell'epoca, oltre ad agricoltori e braccianti agricoli, nel villaggio lavoravano sarti, due fabbri e un falegname, che vantava anche un mattatoio, una fabbrica di birra e un pub. Le fattorie subirono un certo abbandono nel XVIII secolo, ma furono poi riprese nel XIX secolo e la popolazione raggiunse il picco di 615 abitanti nel 1851. A quel tempo c'erano falegnami, muratori, un esperto di paglia per tetti, macellai, fornai, maltatori, sarti, un droghiere, un fabbro e varie attività artigianali come sarte e lavandaie. La parrocchia di Kington St Michael un tempo comprendeva il borgo di Kington Langley con la sua cappella di San Pietro, ma questa divenne una parrocchia separata nel 1865.
Nel 1855 Kington Langley venne separato da Kington St Michael e la cappella di San Pietro divenne una chiesa per quel il villaggio sino a diventare una parrocchia separata nel 1865. A quel tempo i due villaggi avevano popolazioni di dimensioni simili. Dagli anni cinquanta del XIX secolo in poi la popolazione diminuì, con il numero più basso registrato nel 1961, dopodiché i numeri aumentarono nuovamente. All'inizio del XX secolo, prima della prima guerra mondiale, fu costruita la sala comunale e, dopo la guerra, furono costruite 18 case popolari nella parte settentrionale del villaggio. L'elettricità arrivò nel villaggio negli anni trenta e, dopo la seconda guerra mondiale, si notò che a Chippenham un numero maggiore di abitanti era composto da professionisti o operai specializzati, mentre un numero minore lavorava nei campi. Negli anni sessanta fu installato un sistema fognario e il villaggio fu allacciato alla rete del gas negli anni settanta. Negli anni sessanta le case di elemosina di Lyte furono restaurate e furono aggiunti i bagni. All'inizio degli anni settanta furono costruiti piccoli gruppi di case a The Orchard, The Close e The Ham, mentre la più grande tenuta di Ridings, composta da 60 case, comprendeva la nuova scuola. Il borgo di Easton Piercey fa parte della parrocchia di Kington St Michael ma fino al tardo medioevo era un villaggio e una parrocchia separato, con una piccola cappella, un cimitero e una croce. La cappella fu demolita intorno al 1610. Il nome originale era Easton Piers, dalla famiglia Piers, proprietaria del maniero a metà del XII secolo. Il Manor Farm sorge sul sito dell'Easton Piercey Manor House, in gran parte demolita nel 1630.

## Monumenti e luoghi d'interesse

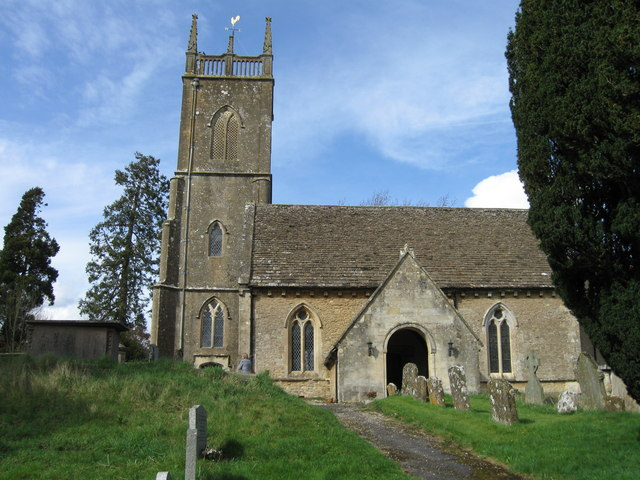
Chiesa di San Michele

Ci sono vari edifici storici e altri siti d'interesse nel territorio di Kington St Michael.
- Chiesa di San Michele (in inglese Church of St Michael). Si tratta di una chiesa parrocchiale anglicana. La struttura mostra un insieme di stili architettonici legati alle fasi della sua costruzione. Vi sono tracce della chiesa normanna visibili in un arco del presbiterio del 1150 circa. Gli archi della navata sono in stile inglese antico e il presbiterio risale alla fine del XIII secolo. La chiesa è stata oggetto di numerosi lavori di ricostruzione, culminati nella navata nord nel 1755. La torre originariamente aveva una guglia, ma quando Aubrey la disegnò a metà del XVII secolo, presentava grandi crepe e ne predisse la caduta. La grande tempesta del 1703 in effetti abbatté sia la torre sia la sua guglia. La torre fu ricostruita in stile gotico nel 1725, senza la guglia. Nelle aperture delle campane si trovano trafori Somerset. I registri parrocchiali risalgono al 1563 e, a parte quelli attualmente in uso, sono conservati presso il Wiltshire and Swindon History Centre di Chippenham. L'English Heritage ha inserito dal 20 dicembre 1960 la chiesa di San Michele di Kington St Michael tra gli edifici storici come monumento classificato di seconda categoria col numero 1283509. La chiesa appartiene alla diocesi di Bristol.[7][8][9][10]

## Geografia antropica

### Urbanistica
La parrocchia civile Kington St Michael comprende, oltre al villaggio omonimo anche il borgo di Easton Piercey.

## Economia
L'economia è principalmente basata sull'agricoltura.